# Лисицыны
Лисицыны — тульские купцы, основавшие первую в городе самоварную фабрику.

## Деятельность семьи
В архивах сохранились упоминания о Федоре Ивановиче Лисицыне, который, согласно документам, «упражнялся в оружейном деле в медном цеху», уделив этому занятию свыше трех десятков лет. Параллельно он подрабатывал, изготавливая и продавая посуду из меди. У Федора Лисицына было два сына — Иван и Назар. Он обучил своих сыновей работе с медными изделиями.
В 1778 году Иван и Назар Лисицыны подали прошение с целью получить разрешение на открытие самоварной фабрики. В те времена фабрики, выпускавшие самовары, работали в Москве, Суксуне, Нижнем Тагиле. Самоварная фабрика братьев Лисицыных разместилась в небольшом помещении, находящемся при жилом доме. Длина этого помещения составляла 15 метров, ширина — 5,5 метров. При фабрике работала кузница с двумя горнами, необходимая для пайки самоваров и литья. Она располагалась во дворе.
В 1799 году Федор Лисицын подал прошение о причисление его сыновей к купеческому сословию, мотивируя это тем, чтобы так они бы могли начать платить налог с капитала. В том же году Федор Лисицын, его сыновья Иван и Назар Лисицыны, а также их дети — Никита, Андрей, Михаил и Алексей были причислены к купеческому сословию.
Иван и Назар Лисицыны стали владельцами первой самоварной фабрики в Туле. Назар Лисицын относился к купцами 3-й гильдии.
В 1803 году на фабрикантов Лисицыных работало уже 26 человек рабочих. В то время капитал фабрики составлял 3 000 рублей, а доход был до 1 500 рублей.
Лисицыны уделяли много внимания отделке самоваров, и делали изделия самых разнообразных форм. У них производились самовары яйцевидной формы, краны на некоторых самоварах делали в форме дельфинов, были бочонки, были самовары с ручками петлеобразной формы
Иван и Назар Лисицыны вместе работали до 1810-х годов, затем пошли отдельными дорогами. Каждый из братьев организовал свое производство и ставил свое собственное клеймо на производимой продукции.
В 1823 году управлять фабрикой стал Никита Назарович Лисицын. В том же году фабрика выпустила 450 изделий, а в 1833 году изготовляла уже 625 самоваров в год. Половину продукции продавали в Туле, остальную поставляли в другие города. У Лисицыных была своя лавка в Гостином дворе Нижнего Новгорода. Они также продавали свои самовары в Среднюю Азию, в города Хиву и Бухару. До наших дней в Бухарском музее-заповеднике сохранился самовар, на котором есть клеймо «Иван Лисицын в Туле. 1810». Самовар имеет форму вазы, у которой есть высокие ручки в форме петель, а на самом самоваре есть надпись, сделанная на персидском языке: «Пусть попечитель государева самовара, отданного в дар, содержит в сохранности. Да примет Аллах данный дар и да сохранится в доме Иакия».
К 1833 году на фабрике Никиты Назаровича Лисицына было 262 инструмента, из них — 2 токарных станка, 100 молотков, 5 размеров, 2 коловорота, 5 клещей, 35 кобылин, 6 ножниц, 30 резцов и шпаг, 5 мехов, 60 подпилков, 12 тисков. Благодаря этим инструментам на фабрике было изготовлено самоваров на сумму 12 500 рублей. Когда Никита Назарович умер, дело перешло к его жене, Анне Яковлевне Лисицыной. В 1849 году было выпущено 315 самоваров на сумму 3 000 рублей серебром. Лисицыны торговали самоварами на Нижегородской ярмарке, где у них всё ещё была своя лавка.
В 1850-х годах во главе дела стал Никита Никитович Лисицын. Мастером на фабрике работал он сам, у него было 8 человек подмастерьев, у которых было 4 ученика. Объем производства оставался таким же как раньше и не превышал 315 штук в год. Для изготовления самоваров использовалась латунь, стоили они по 7 рублей. Фабричные изделия были очень хорошими и в 1856 году Никита Лисицын получил медаль и кафтан за отличное качество продукции. В 1863 году Никита Лисицын получил приглашение посетить выставку заводской и фабричной промышленности, которую организовали по случаю приезда в Тулу наследника царя Александра II. Среднее количество выпускаемых самоваров в год составляло 400 штук. В 1869 году Никита Лисицын выпустил 70 дюжин самоваров по цене 60 рублей серебром за дюжину.
Постепенно фабрика, созданная купцами Лисицыными, перестала упоминаться в архивных ведомостях, возможно, не справилась с конкуренцией других предприятий.
Один из старейших самоваров, изготовленных на фабрике Лисицыных, сохранился в Тульском областном краеведческом музее. Некоторые изделия есть в музеях Москвы, Бухары, Ленинграда, Калуги